# Encarna Hernández
Encarnación Hernández Ruiz, conocida como la niña del gancho, (Lorca, Murcia 23 de enero de 1917-Barcelona, 19 de diciembre de 2022) fue una pionera del baloncesto femenino español como jugadora, entrenadora y fundadora de equipos.

## Biografía
Encarna Hernández nació en la localidad murciana de Lorca en 1917. A los diez años llegó a Barcelona junto con sus padres y sus diez hermanos ya que su padre tenía que trabajar en la Exposición Universal de 1929.
Comenzó a practicar baloncesto con trece años con los chicos y chicas de su barrio, en un campo construido por el que más tarde sería su marido, Emilio Planelles. No sólo jugó a baloncesto, sino que practicó otros deportes como ciclismo o patinaje. Para ella lo más importante era practicar deporte. Con sus 154 centímetros de estatura, Encarna era conocida como 'la niña del gancho' por su habilidad utilizando este recurso.
En 1931 participó en la fundación del Club Atlas, al que también pertenecía su marido. Aurora Jordà y Encarna Hernández fueron de las jugadoras más destacadas del equipo femenino, siendo Encarna la máxima anotadora absoluta del club, por encima de los hombres.
En 1932 se disolvió el Atlas Club y sus jugadores y jugadoras pasaron a formar parte del Laietà. Allí la entrenaría Fernando Muscat y coincidiría con jugadoras del Club Femení i d'Esports como Maria "Mary" Morros o Carmen Sugrañes, en un equipo en el que ganaron el primer Campeonato femenino de Cataluña celebrado en la temporada 1935/36 ganando todos sus partidos.
Encarna fue seleccionada para participar en pruebas de atletismo de la Olimpiada Popular, pero ésta no se celebró al estallar la Guerra Civil. Durante la contienda siguió disputando partidos de baloncesto a pesar de las dificultades de la propia guerra, siendo estos más exhibiciones que competiciones oficiales.
Al finalizar la Guerra Civil, fue instructora de Baloncesto nombrada por La Falange para que hiciera "mujeres fuertes y sanas para la patria". Aunque se convirtió en un personaje popular en la prensa deportiva local, sólo cuando jugaba con la Falange cobraba una cantidad módica de dinero, por lo que tuvo que trabajar duro fuera de las pistas y tuvo que compaginar el horario laboral con los entrenamientos.
Tras la Guerra Civil jugó en el Laietà, Cottet, Moix Llambés, aparte de Sección Femenina de Falange, equipos en los que también jugó su hermana Maruja Hernández. Ganó campeonatos de España tanto con Cottet como con Sección Femenina.
El 1944 recibió una oferta del FC Barcelona permaneciendo en el club hasta 1953, retirándose de la competición con 36 años para ser madre. Llegó a tener una oferta del SEU italiano, que rechazó.
Rompió barreras en el mundo del deporte en los años 1930 y estuvo en activo hasta 1953. Fue una de las pioneras del baloncesto español, como jugadora, entrenadora y árbitra. Fue la primera entrenadora de España al dirigir ya en el 1932 al equipo Peña García de Hospitalet. Llegaría a dirigir a cinco equipos más. Con un balón en las manos, intentaba a emular a heroínas que admiraba del ámbito social, como "aquellas benditas mujeres Victoria Kent, Clara Campoamor, Federica Montseny...".
Además fue una de las primeras mujeres de Barcelona que sacó el carnet de conducir en la España franquista. Su casa se ha convertido en lugar de peregrinación para muchas de las jugadoras de baloncesto. Mujeres que han hecho historia como Amaya Valdemoro, Elisa Aguilar o Laia Palau (del mismo barrio de Barcelona donde reside la lorquina), se han acercado hasta su domicilio para conocer a una mujer que tiene en su piso un pequeño museo con sus recuerdos y recopilaciones de los triunfos del baloncesto femenino hasta la actualidad.
En 2016 se presentó "La niña del gancho", documental realizado por Raquel Barrera Sutorra, y producido por Ochichornia, película que ha seguido a Encarna desde los 96 a los 99 años y retrata la trayectoria de esta pionera del baloncesto.
El 23 de diciembre de 2020 la alcaldesa de Barcelona, Ada Colau, se desplazó expresamente a su domicilio y le hizo entrega de la medalla de oro al mérito deportivo de la ciudad, el máximo reconocimiento de la ciudad en el ámbito deportivo, que en noviembre de 2019 el pleno del Ayuntamiento de Barcelona aprobó por unanimidad.
Falleció el 19 de diciembre de 2022 a los 105 años de edad.

## Trayectoria

### Equipos como jugadora
- Atlas Club, C. E. Laietà, F. C. Barcelona, Sección Femenina, Peña García, Cottet, Moix Llambés, Fabra y Coats.[13]

### Equipos como entrenadora
- Cottet, Moix Llambés, Sección Femenina, Peña García.[13]

## Premios y reconocimientos
- 2016 “La Niña del Gancho”, documental homenaje a una pionera del deporte femenino español.[3][13]
- 2014 Homenaje de la Federación Española junto a otras pioneras del baloncesto femenino.[5][15]
- 2015 Premio a la Trayectoria por parte de la Federació Catalana de Basquet.
- 2016 Premio a la Trayectoria, a toda una vida dedicada al deporte de La Comunidad Autónoma y la Asociación de la Prensa Deportiva de la Región de Murcia.[16]
- 2017 Homenaje del F.C. Barcelona como exjugadora del club en el partido Barça-Manresa, el 12 de febrero de 2017.[17]
- 2020 Medalla de Oro al Mérito Deportivo de la ciudad de Barcelona.[18]